# Krotitelé duchů 2
Krotitelé duchů 2 (v anglickém originále Ghostbusters II) je americká sci-fi filmová komedie z roku 1989, pokračování předchozího úspěšného snímku Krotitelé duchů z roku 1984. Oba filmy natočil režisér Ivan Reitman, scénář k dvojce napsal Harold Ramis, který pracoval i na prvním dílu. Čtveřici odvážlivců potýkajících se s nadpřirozenými monstry opět ztvárnili Bill Murray, Dan Aykroyd, Harold Ramis a Ernie Hudson, znovu si zde zahrála i Sigourney Weaver. Hlavního zloducha tentokrát představoval Wilhelm von Homburg a jeho přisluhovače Peter MacNicol.
Společnost Columbia Pictures film uvedla do amerických kin 16. června 1989. Českou premiéru si odbyl 1. května 1991.

## Děj
Všichni duchové ve městě jsou již pochytaní, a tak se z krotitelů stává spíše ozdoba narozeninových slavností pro děti předškolního věku, kde vypráví strašidelné příběhy z chytání duchů a zpívají písničky. Avšak na scéně se objevují dva noví nepřátelé poklidného života – zakarpatský čaroděj Vigo (Wilhelm von Homburg), který se chce do pozemského života vrátit reinkarnací do dítěte Dany Barrettové (Sigourney Weaver), a v podzemních prostorech pod New Yorkem řeka nahromaděné negativní energie Newyorčanů v podobě růžového slizu.

## Obsazení
| Bill Murray         | Dr. Peter Venkman     |
| Dan Aykroyd         | Dr. Raymond Stantz    |
| Harold Ramis        | Dr. Egon Spengler     |
| Sigourney Weaver    | Dana Barrettová       |
| Rick Moranis        | Louis Tully           |
| Ernie Hudson        | Winston Zeddmore      |
| Annie Pottsová      | Janine Melnitzová     |
| Peter MacNicol      | Dr. Janosz Poha       |
| Harris Yulin        | soudce Stephen Wexler |
| David Margulies     | starosta Lenny        |
| Kurt Fuller         | Jack Hardemayer       |
| Wilhelm von Homburg | Vigo                  |

## Přijetí
Film byl do amerických kin uveden jako jediná premiéra svého týdne a v návštěvnosti neměl konkurenci. Za první víkend 16.–18. června 1989 vydělal na tržbách téměř 29,5 milionu dolarů, zatímco druhý (už 4. týdnem reprízovaný) Indiana Jones a poslední křížová výprava jen 11,7 milionu, třetí Společnost mrtvých básníků 9,1 milionu a čtvrtý Star Trek V: Nejzazší hranice 7,1 milionu dolarů. Celkově film na domácích tržbách vydělal téměř 112,5 milionu a v zahraničí dalších 102,9 milionu dolarů.
Na recenzním agregátoru Rotten Tomatoes snímek z 36 recenzí hodnotilo kladně rovných 50 %, s průměrným ratingem 5,2 bodů z deseti. Z více než 405 tisíc uživatelů serveru jej hodnotilo kladně 61 %. Znamenalo to výrazný pokles oproti prvnímu dílu, který dosáhl veleúspěšných 97 % u odborníků a 88 % u více než milionu uživatelů.

## Pokračování
Delší dobu zaznívaly spekulace o případném dalším pokračování. V roce 2007 hovořil jeden z hlavních představitelů Dan Aykroyd, který se podílel na scénářích k oběma prvním dílům, o svém scénáři pro třetí díl. Šlo však o formu animovaného snímku s podtitulem Hellbent. V roce 2009, kdy měl první z filmů 25. výročí, uváděl server Internet Movie Database, že by snad do tří let měl vzniknout nový film podle scénáře Lee Eisenberga a Gena Stupnitskyho, obsazení původních představitelů však bylo uváděno jako nejisté. Znovu i počátkem roku 2011 se uvažovalo o natočení třetího dílu, který by pro společnost Columbia opět pořídil režisér Ivan Reitman i s původním obsazením krotitelů. K realizaci však stále nedošlo.
Místo toho vznikl o pět let později nový reboot, tentokrát v režii Paula Feiga a s ženským týmem krotitelek: Melissa McCarthyová, Kristen Wiigová, Leslie Jonesová a Kate McKinnonová. K nim se přidal také Chris Hemsworth a z původního obsazení Bill Murray či Sigourney Weaver. Ivan Reitman se na filmu podílel jen produkčně. Premiéra byla ohlášena na červenec 2016.
Nový film spojený s původními dvěma filmy byl odhalen v lednu 2019. Jason Reitman, syn původního režiséra Ivana Reitmana, byl oznámen, že bude režírovat podle scénáře, který napsal společně s Gilem Kenanem, zatímco Ivan Reitman bude sloužit jako producent. Režisér Jason Reitman uvedl, že film bude ignorovat události restartu Krotitelů duchů z roku 2016 v režii Paula Feige. Později, v únoru 2019, Reitman uvedl na podcastu, že tento film „předá film zpět fanouškům“. Reitman objasnil, že neměl v úmyslu urazit film z roku 2016 a že k Feigovi chová „nic než obdiv“. Sám Feig uvedl, že Reitman byl zastáncem jeho filmu a že „se nemůže dočkat, až uvidí jeho pohled na Krotitelů duchů“. Krotitelé duchů: Odkaz měl původně vyjít ve Spojených státech 10. července 2020.ale kvůli pandemii covidu-19 to bylo odloženo na 5. března 2021.21. října 2020 společnost Sony posunula znovu datum vydání na 11. června 2021,později v lednu 2021 se přesunulo datům vydání na 11. listopadu 2021.V září 2021 byl film opět odložen na 19. listopadu 2021.